# Snaebjörn Galti
Snaebjörn Galti (nórdico antiguo: Snæbjörn galti Hólmsteinsson, 910-978) fue un explorador vikingo de Garðar á Akranesi, Borgarfjörður en Islandia. Era hijo de Hólmsteinn Snæbjörnsson (c. 865) y nieto del colono noruego Snæbjörn Eyvindsson.
Según registros contemporáneos, Galti dirigió el primer contingente para colonizar la costa oriental de Groenlandia, aunque su intento acabó en desastre ya que fue asesinado durante una trifulca interna. Existió una saga sobre su viaje, la saga de Snaebjörn Galti (Snaebjarnar saga galta), pero desafortunadamente se ha perdido con el tiempo.
Snaebjörn fue el primer escandinavo que navegó intencionadamente rumbo a Groenlandia en 978. Inició su viaje tras el descubrimiento accidental de tierras al oeste de Islandia por Gunnbjörn Ulfsson, probablemente a principios del siglo X. Las islas, llamadas en su día Gunnbjarnarskerries, en honor a Gunnbjörn Ulfsson, probablemente fueron las que se encuentran en la zona de Ammassalik.